# Sarvan, Tadjikistan
Sarvan (sau Sarvak, Sarvaksoi, ori Sarvaki-bolo) este o enclavă tadjică din provincia Sughd, înconjurată de Uzbekistan. Este situată în regiunea Fergana, la confluența dintre Kârgâzstan, Tadjikistan și Uzbekistan, și este poziționată la 1,4 km de frontiera tadjico-uzbecă. Sarvan este în fapt o vale cu o suprafață de aproximativ 8 km² și are o populație de aproximativ 150 de persoane. Numele enclavei provine de la cea mai mare așezare din această vale, Sarvan, care este un sat împărțit aproape în mod egal între enclava tadjică și Uzbekistan; frontiera dintre cele două țări trece prin mijlocul lui.
Locuitorii enclavei sunt cu toții de etnie uzbecă. Principalele activități din zonă sunt pomicultura și creșterea animalelor.

## Situație
Din cauza restricțiilor teritoriale inerente, conflictele generate de dreptul de proprietate asupra terenurilor, de accesul la zonele de pășunare și la sursele de apă au devenit mai obișnuite, iar dificultățile logistice creează probleme economice într-o regiune deja săracă.
Frontiera uzbeco-tadjică a fost închisă în 2004, ca urmare a atacurilor teroriste de la Tașkent, izolând complet enclava.